# Mariensäule (Tutzing)

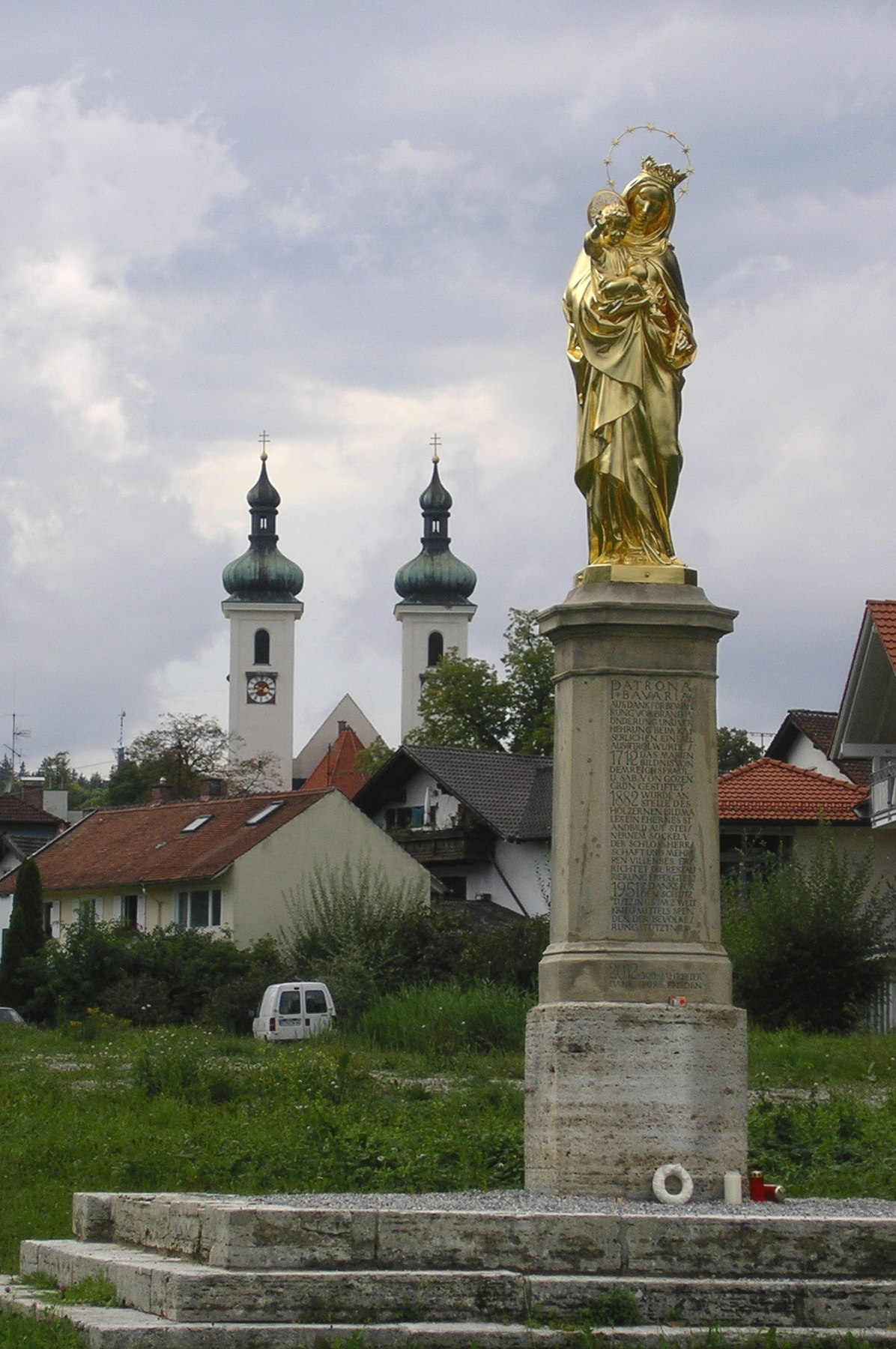
Mariensäule in Tutzing

Die Mariensäule in Tutzing, einer Gemeinde im oberbayerischen Landkreis Starnberg, wurde 1882 anstelle einer 1712 gestifteten Holzfigur errichtet. Die Mariensäule an der Schloßstraße 1 ist ein geschütztes Baudenkmal.
Die vergoldete Madonnenfigur aus Eisenguss von der Mayer’schen Hofkunstanstalt steht auf einer Steinsäule. Maria trägt das Jesuskind auf dem rechten Arm; in der linken Hand hält sie ein Lilienszepter.
Maria steht auf der Mondsichel und ihr Haupt mit Krone wird von einem Sternenkranz umgeben, entsprechend der Offenbarung des Johannes (Offb, 12,1–5 ).